# Анђелко
Анђелко је српско мушко име, које потиче из грчког језика и има значење „божји гласник“. Варијанта је имена Ангелина или Ангел.

## Популарност
У Хрватској је током 20. века ово име било доста често, мада му је последњих година популарност опадала. Било је чешће међу Хрватима него међу Србима и то највише у Загребу, Сплиту и Осијеку. У овој земљи је то изведено име од Анђел.